# Kensington, Victoria
Kensington je predgrađe Melbournea u australskoj saveznoj državi Victoriji. Nalazi se 4 km sjeverozapadno od melburnskog središnjeg poslovnog okruga. Po organizaciji mjesne samouprave pripada Gradu Melbourneu. Prema popisu od 2011. godine, u Kensingtonu je živjelo 9719 stanovnika.
Kensington je nekad bio jednim od najvećih stočnih klaonica u Victoriji i jednim od najvećih stočnih sajmišta, kao i vojnih skladišta oružja i streljiva te je stoga ovaj kraj imao bogatu povijest radničkog društvenog sloja. 1984. su godine stočni depoi prestali raditi. Ta je područja od 1970-ih zahvatila značajna urbanu obnovu pa iako je još zadržao neke industrijske osobine, danas je primarno stambeno predgrađe.
U Kensingtonu je osnovan Hrvatski islamski centar, prvi u Australiji i drugi u svijetu, poslije Hrvatskoga islamskog centra u Torontu u Kanadi, a kao islamski centar, prvi u Melbourneu i saveznoj državi Victoriji.

## Vanjske poveznice
- Shawfactors: Povijest Kensingtona
- Arhivirana inačica izvorne stranice od 23. prosinca 2012. (Wayback Machine)